# Kup DR Njemačke u vaterpolu za žene
Osvajačice kupa DR Njemačke u vaterpolu su bile samo vaterpolistice BSG Empor HO Halle-Neustadta.

### Kronologija
| R.br. | Godina | Klub                        | Mjesto | Način |
| ----- | ------ | --------------------------- | ------ | ----- |
| 1.    | 1988.  | BSG Empor HO Halle-Neustadt |        |       |
| 2.    | 1989.  | BSG Empor HO Halle-Neustadt |        |       |